# Steinerpædagogik
Steinerpædagogikken (eller Waldorfpædagogikken som den hedder internationalt) er en alternativ og holistisk tilgang til pædagogik, der er baseret på en pædagogisk filosofi, grundlagt af den østrigske filosof og esoteriker, Rudolf Steiner. Han blev tilskyndet af sine tilhængere til at starte den første Waldorfskole, der blev grundlagt i 1919 for at undervise børn af ansatte på Waldorf-Astoria cigaretfabrik i Stuttgart, Tyskland. Dette blev starten på Steiners praktiske, pædagogiske virke.
Waldorfskolerne er baseret på antroposofien, der kan betragtes som en erkendelsesvej for et åndeligt søgende menneske. På skolerne er undervisningen tværfaglig med integrerede praktiske, kunstneriske og konceptuelle elementer. Denne tilgang kan understrege den rolle, fantasien har for indlæringen og udviklingen af en sund fri tænkning, der omfatter en kreativ samt analytisk komponent.
Den pædagogiske filosofis overordnede mål hævder at give unge mennesker et godt solidt grundlag til at udvikle sig frit, vokse op og blive moralsk ansvarlige og sunde integrerede individer og for at hjælpe alle børn til at opfylde hans eller hendes unikke skæbne, hvis eksistens antroposofien postulerer.
I Steinervuggestuer/-børnehaver skal pædagogerne sørge for at skabe et miljø og en atmosfære, der er hjemlig og omfatter naturlige materialer, således at det så vidt muligt modvirker mediernes påvirkninger, såsom fjernsyn, computere og indspillet musik, som i denne pædagogik menes at være skadelige for børns udvikling i de tidlige år.
Pædagogerne uddannes til at støtte det enkelte barns udvikling via den frie leg med simpelt legetøj bestående af naturmaterialer, der kan forvandles fantasifuldt til at passe en bred vifte af formål. Waldorfdukkerne er med vilje gjort enkle, således at de legende børn styrker deres fantasi og kreativitet.
Udendørs legeperioder er også vigtige med den hensigt at give børn oplevelser af naturen, elementerne, vejret og årstiderne. Oral sproglig udvikling løses gennem sange, fingerlege, digte, bordspil og eventyrfortælling. Disse inkluderes dagligt på så vidt mulig samme tidspunkt hver dag, så der er en fast, tryg rytme, som børnene hurtigt lærer at kende.
I 2010 var der 998 selvstændige Waldorfskoler (Steinerskoler), 1400 børnehaver, og 120 institutioner for specialundervisning (Marjatta) beliggende i 60 lande verden over. Der er også Waldorf-baserede offentlige skoler, charter-skoler og hjemmeundervisningsmiljøer. Derudover er andre statslige og private skoler i stigende grad begyndt at hente hjælp gennem metoder hentet fra Waldorfuddannelsen.

## Rudolf Steiner-uddannelserne
I Danmark er pædagoguddannelsen et 3-årigt fuldtidsstudium eller 4-årigt deltidsstudium, der veksler mellem teori og praksis.
Undervisningen indeholder teoretiske, kunstneriske og metodiske fag. De teoretiske fag er opdelt i perioder med emner som pædagogik, pædagogikkens historie, kulturhistorie, antroposofi – som bl.a. indebærer læren om 7-årsperioderne, der et væsentligt element i Steinerpædagogikken. Der tales om de fire legemer; Det fysiske legeme, æterlegemet (livslegemet), astrallegemet (sjælelegemet) og Jeg-legemet, der i følge Rudolf Steiner frigøres i livets fire første 7-årsperioder. Den første 7-årsperiode starter ved fødslen, den næste omkring tandskiftet, den tredje omkring puberteten og den sidste omkring 21-årsalderen. Andre elementer indgår i undervisningen såsom menneskehedens skabelse i Atlantis, de højere, åndelige hierarkier og elementarvæsener som nisser, gnomer, alfer, sylfider, undiner og salamandervæsener.
De kunstneriske fag er sprogformning, tegning, musik, modellering, sanglege og fingerlege. De metodiske fag er fx praktisk pædagogik, eventyr- og historiefortælling og fremstilling af legetøj, plantefarve (uld, garn og silke) og træsløjd.
Læreruddannelsen er en deltidsuddannelse og sigter på undervisning i Rudolf Steiner-skoler. Den består af teoretiske og kunstneriske fag, og hvert studieår er der indlagt to ugers praktik på en Rudolf Steiner-skole. På uddannelsen arbejder man blandt andet med det antroposofiske menneskebillede, erkendelsesteori, eurytmi, tegning, m.v.
Steinerpædagogik benyttes i dag i Steiner-børnehaver og Steiner-skoler verden over.

## Kritik
Der har fra flere sider været fremsat kritik mod Steinerpædagogikken, idet det hævdes, at Steinerpædagogik bygger på antropomorfismen og okkultismen, og at steinerpædagogikken blandt andet er baseret på et synspunkt om reinkarnation, og at lærere og elever har mødt hinanden i et tidligere liv, og således er karmisk forbundne.